# 农林路街道
农林路街道，是中华人民共和国河北省邯郸市邯山区下辖的一个乡镇级行政单位。

## 行政区划
农林路街道下辖以下地区：
百乐苑社区和钢二社区。